# Insulin detemir
Insulin detemir je dugotrajni analog ljudskog insulina koji se koristi za održavanje bazalnih nivoa insulina kod osoba obolelih od dijabetesa. On se proizvodi koristeći rekombinantnu DNK tehnologiju u ćelijama kvasca. Ovaj insulinski analog ima 14-C masnu kiselinu, miristinsku kiselinu, vezanu za lizin u poziciji B29. Miristoilni bočni lanac povećava samoasocijaciju i albuminsko vezivanje. To zajedno sa sporom sistemskom absorpcijom sa mesta injekcije produžava distribuciju hormona u tkivo i daje mu dugo vreme dejstva. Novo Nordisk prodaje insulin detemir pod imenom Levemir.

## Literatura
- Hardman JG, Limbird LE, Gilman AG (2001). Goodman & Gilman's The Pharmacological Basis of Therapeutics (10. изд.). New York: McGraw-Hill. ISBN 0071354697. doi:10.1036/0071422803.
- Thomas L. Lemke; David A. Williams, ур. (2007). Foye's Principles of Medicinal Chemistry (6. изд.). Baltimore: Lippincott Willams & Wilkins. ISBN 0781768799.

## Spoljašnje veze
|  | Molimo Vas, obratite pažnju na važno upozorenje u vezi sa temama iz oblasti medicine (zdravlja). |